# Mina terrestre

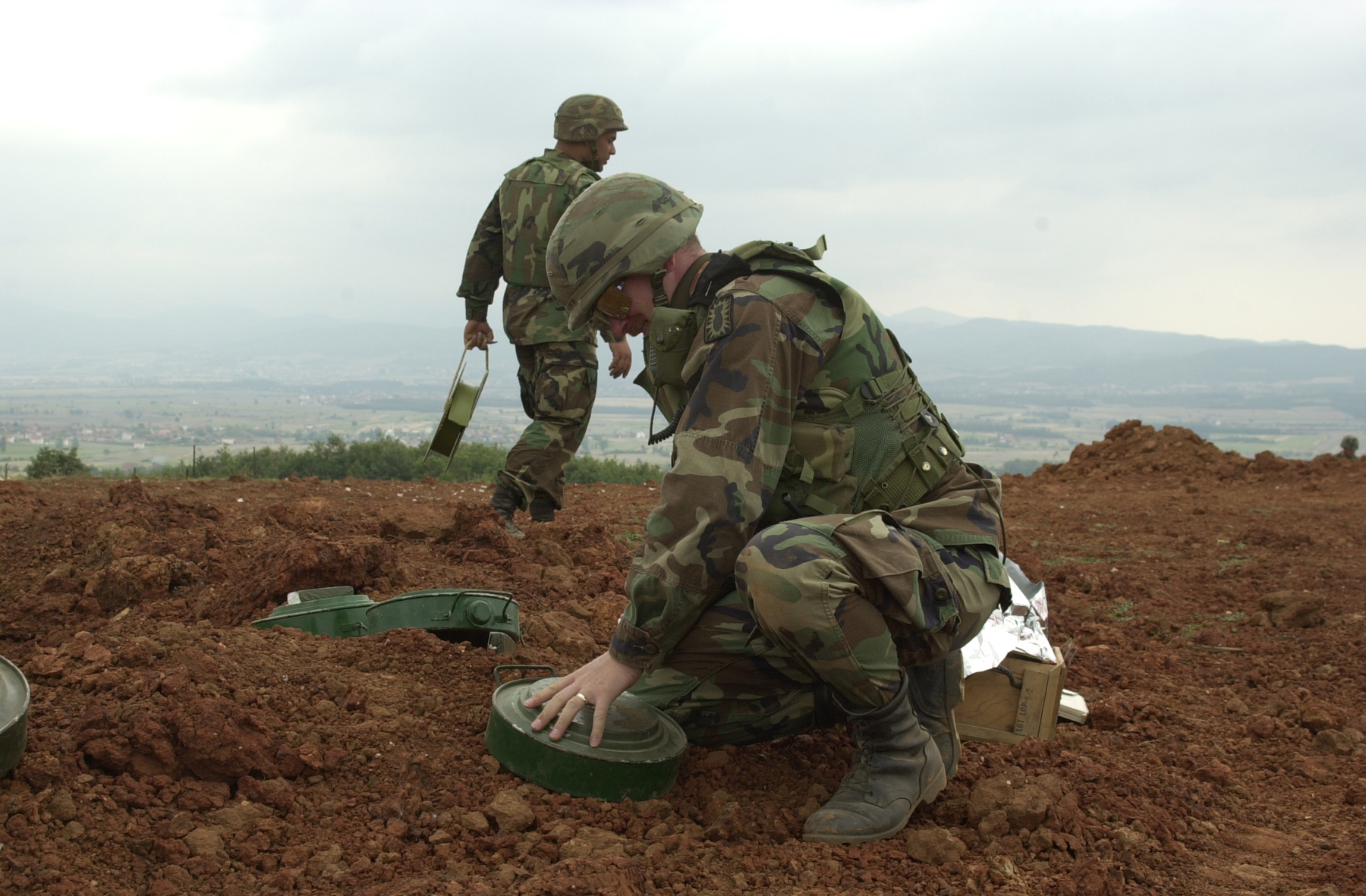
Soldado do Exército dos EUA numa operação de remoção de minas terrestres.

Uma mina terrestre é um artefato explosivo projetado para destruir alvos inimigos, quando eles passam sobre ou perto dele. Tal dispositivo é tipicamente detonado automaticamente quando é usado de outras maneiras.
Minas são utilizadas com a finalidade de evitar ou dificultar o avanço de forças de infantaria ou de carros de combate em campo de batalha.

## Classes
Existem duas classes de minas terrestres:
- Minas antitanques ou antiveiculares, destinadas principalmente veículos autopropulsados. Estes dispositivos contêm cerca de cinco quilos de explosivos.
- Minas antipessoais ou anti-individuais, mais leves, têm a função de matar ou ferir várias pessoas se estiverem próximas a estes artefatos após a sua explosão. Contêm em média meio quilo de explosivos e fragmentam-se ao explodir.

## Funcionamento
É composta por um invólucro com carga explosiva e um detonador. Enterrada a pouca profundidade, é detonada pelo peso do alvo que se quer atingir. Podem continuar ativas depois de muito tempo de sua instalação.
Para a instalação de uma mina, em primeiro lugar, elege-se o que se quer atingir. Para tal, é verificado o grau de fragmentação após a explosão e a dificuldade de detecção do artefato.
O dispositivo é enterrado a pouca profundidade no solo e detonado pelo peso de soldados ou veículos que passam sobre si, dependendo do tipo.
Para evitar sua detecção magnética através de equipamentos eletrônicos, as modernas cápsulas de minas são produzidas por materiais não magnéticos e não condutivos. Existem minas fabricadas com explosivos plásticos, encapsulamento cerâmico e com dispositivos de disparo fabricados com componentes mecânicos a base de polímeros.
O sistema de disparo pode ser acionado por pressão ao toque exercida sobre uma barra articulada. O detonador também pode ser eletrônico, acionado por controle remoto ou temporizador mecânico, pneumático ou eletrônico. Por via de regra, as minas foram banidas. Em contrapartida, são muito usadas nos países pobres e guerrilhas da América do Sul.